# かずさエフエム
かずさエフエム株式会社は、千葉県木更津市のコミュニティ放送局である。愛称は「かずさFM 〜Breeze Radio〜」。自社製作以外の時間帯はミュージックバードの放送をネットしている。

## 概要
- 1995年
  - 6月22日 - 木更津コミュニティ放送株式会社設立。
  - 12月6日 - 千葉県初のコミュニティFM放送局として開局。当時の愛称「FMべる」は市内にある金鈴塚古墳に由来するものであった。
- 2006年
  - 8月 - 本社が木更津市潮見からアクア木更津（現・スパークルシティ木更津）に移転。
  - 12月 - 公募により愛称が「FMべる」から「木更津エフエム」に改められた。また、周波数にちなんでキャッチフレーズを「やさしいエフエム」と呼称している。
- 2009年10月8日 - 個人オーナーが撤退し、富津市に拠点を置くマザー牧場とその親会社である日本電波塔（当時）[2]のグループ各社が株式を取得[1]。同時に社名も「木更津エフエム」から「かずさエフエム」に改められた。
- 2011年4月4日 - サイマルラジオでの配信を開始。
- 2013年12月19日 - 86.8MHz・出力20Wにて、電波伝搬試験局の免許を取得。免許期間は2014年2月28日まで[3]。
- 2015年6月2日 - 送信所を木更津市・太田山から君津市・鹿野山へ移転。同時に聴取エリアをこれまでの木更津市と袖ケ浦市に加え、君津市と富津市にも拡大[4][5]。
- 2019年
  - 9月9日 - 令和元年房総半島台風（台風15号）により、本社と鹿野山を結ぶ回線が破損し、放送が不安定となる。送信所直近の鹿野山ゴルフ倶楽部の売店に移転し、9月19日まで放送を行った[6]。
  - 9月11日 - 関東地方で9月5日深夜に放送されたテレビ朝日制作『夜の巷を徘徊する』のロケで、マツコ・デラックスが局に突撃し収録した15分間の番組を放送[7]。台風以前にFMでの放送日時も決定しており、上記により本局からの放送が出来ない状況になっていたものの、鹿野山の設備より予定通り放送された[8]。

## 主な番組
2017年4月現在のものを挙げる。最新の情報は公式サイトを参照されたい。

### 自主制作番組
- WAKE UP RADIO（月 - 金 8:00 - 10:00）
- ランチタイム☆ガーデン（月 - 金 12:00 - 14:00 / 2011年3月まで12:00 - 13:00）
- My Twilight Time（月 - 金 17:00 - 19:00）
- 森章の明日に技あり（隔週火曜 10:00 - 10:30）
- Bon's Cafe（隔週火曜 10:00 - 10:30）
- かずさでぷらっと（火曜 10:30 - 11:00）
- 若山かずさの今日も一生懸命（木曜 10:00 - 10:30）
- 巨羽兄さんのAnytime R&R（木曜 19:00 - 19:30）
- To.Ko.To.Nかずさ（金曜 10:00 - 11:00）
- 仍世まさこのマザーランド（金曜 11:00 - 12:00）
- 童謡 こころのアルバム（土曜 8:00 - 8:30）
- この本をあなたに（土曜 8:30 - 9:00）
- 木更津オールバック（土曜 20:00 - 20:30）
- かずさクラシックホール（日曜 8:00 - 9:00） - FM OZE他にネット番組
- モーニング834（日曜 9:00 - 12:00）
- かずさどこでもラジオ（日曜 12:00 - 14:00）
- 友成好宏ののんびり行こうよ♫ 〜木更津 音フェスへの道〜（日曜 15:00 - 15:30）
- WEEKEND BREEZE（日 16:00 - 19:00）

### 生活情報
主に生放送番組に挿入される。
- かずさニュース（ニュース）

「全国紙→千葉日報→新千葉新聞・房総時事新聞」の順にニュースが約5分ほど放送される。木更津エフエム時代では「KISARAZU FM NEWS」。
- かずさウェザー（天気予報）

君津地域の天気予報が放送される。木更津エフエム時代では「KISARAZU FM WEATHER INFORMATION」。
- かずさトラフィック（交通情報）

君津地域の国道16号・国道127号・館山道・京葉道路・東関道・アクアライン・千葉東金道路・首都高（湾岸線、小松川線）の道路交通情報が放送される。また、合わせてJR内房線や久留里線などの鉄道情報・東京湾フェリーの運行情報も放送される。木更津エフエム時代では「KISARAZU FM TRAFFIC INFORMATION」。
- 情報ばなな（広報番組）

木更津市の広報番組。
- かずさインフォメーション（広報番組）

君津市・富津市・袖ケ浦市の広報番組。時間によって放送される自治体は異なる。かずさエフエムにリニューアル後スタートした番組。

## 終了した番組

### かずさエフエム時代
- 夕焼けみっちゃんDX（月 - 金 17:00 - 19:00）
- M's SUNSET（月 - 金 17:00 - 19:00）
- 岡崎倫典のHeartfulWorld（木 10:30 - 11:00/ 再放送 放送日の20:30 - 21:00）
- 松本卓也のDelicious Music（水 10:30 - 11:00/ 再放送 放送日の20:30 - 21:00）
- a-moreのやさしい唄になりたい（月 10:00 - 10:30/ 再放送 放送日の20:00 - 20:30）
- 渡浩行のライブラリーレディオ（水 10:00 - 10:30/ 再放送 放送日の20:00 - 20:30）
- Club Music Night（金 25:00 - 26:00）
- ピーナッツランデヴー（日 15:30 - 16:00）
- みなのばハッピープレイス（日 12:00 - 15:00）

### FMべる・木更津エフエム時代
- AQUA Morning Station（ - 2009年5月 月 - 金 7:00 - 9:00）
- AQUA LUNCH TIME BUZZ（ - 2009年5月 月 - 金 12:00 - 13:00）
- AQUA SUNSET GROOVE（ - 2009年5月 月 - 金　17:30 - 19:00）
- Bang! Bang! AQUA（月 - 金　16:00 - 17:30）
- アジアの風
- スティーブ池田の“ふれ愛”ミュージック アライブ
- 澤田夕佳のHappyStyle
- MILK PUZZLE みるくちゃんねる
- ゆうやけみっちゃん
- ラジオぶらんち
- みなとしんいちのごじゃばこ風船
- STUDIO M.I
- SUPER GROOVE
- 週刊べる's倶楽部
- GOOD LUCK
- AQUA STYLE
- Sunday Toun Crusing
- ピアサのLolita go home
- Magical Door
- 植田昭人の敗者復活
- MUSIC WING
- Makkyの星空ふれあいぱーく
- やさしい歌の流れる町へ
- アルファーボイススーパー

## パーソナリティ
- 井口崇（かずさでぷらっと、袖ヶ浦ミュージアム）
- 石橋里奈（ランチタイム☆ガーデン 火曜）
- 石村比呂美（TO・KO・TO・Nかずさ）
- イシワタ ケイタ（イシワタケイタの「音どけラジオ」）
- IZUMI（明日が生まれる瞬間）
- イダセイコ（みなのばハッピープレイス 第三週）
- 岡崎 倫典（岡崎 倫典のAcoustic Wind）
- 岡本 聡（クラシック・ガーデン）
- かおる（Wake Up Radio 火曜・水曜）
- 鏡宮 梨絵（森章の明日に「技あり!」）
- 加藤 美紀（Wake Up Radio 木曜、ランチタイム☆ガーデン 金曜、モーニング834 土曜・隔週）
- かめい ゆみ（ランチタイムガーデン金曜日）
- 木元 秀子（ランチタイム☆ガーデン 水曜）
- 熊本 秀樹（ランチタイム☆ガーデン 金曜）
- 栗原 正和（かずさクラシックホール）
- 劇団ファイ・カンパニー（Bon's Cafe）
- 巨羽 弘志（巨羽兄さんのAnytime R&R）
- 小林 晶子（みなのばハッピープレイス こころの窓）
- サーム（サームのちょっとキケンなカンケイ）
- 佐伯 康子（佐伯 康子のワールドウオッチャー）
- 仍世まさこ（仍世まさこのマザーランド）
- ジンケトリオ（ジンケトリオ）
- そが みまこ（そが みまこが贈る 童謡こころのアルバム）
- ソラマメです（ソラマメですのレレレ、レディオ）
- 高橋 由美子（Wake Up Radio 月曜、ランチタイム☆ガーデン 月曜）
- 戸井崎 藍（My Twilight Time 金曜）
- 灯美 舞（My Twilight Time 月曜・火曜、Weekend BREEZE 日曜・隔週）
- infix 長友 仍世（めくるめくナイト）
- 野田 めぐみ（モーニング834 日曜）
- nov（モーニング834 土曜・隔週）
- 長谷川 卓麻（たくまのkokoroここからだ!）
- 服部 量三（かずさでぷらっと、木更津さんぽ道）
- 花崎 みさを（この本をあなたに）
- 堀江 淳（堀江淳のファインミュージックアワー）
- 牧野 正史（M's SUNSET! 水曜 シネマキノ）
- 宮崎 良隆（ランチタイム☆ガーデン 木曜）
- 向山 瞳（みなのばハッピープレイス 第一週、マザーファームニュース）
- 森 章（森章の明日に「技あり!」）
- 和釜 まこと（Weekend BREEZE 日曜・第2週）
- 渡辺あゆ香（Wake Up Radio 金曜、みなのばハッピープレイス 第4週）

## かつてのパーソナリティ
- 松本 卓也（みなのばハッピープレイス）
- 福地 セイカ（みなのばハッピープレイス）
- 櫻井 いっけい（Weekend Breeze土曜日/ピーナッツランデヴー）
- ガルウィング
- ヤン・チェン（アジアの風）
- スティーブ池田（スティーブ池田の“ふれ愛”ミュージック アライブ）
- 澤田夕佳（澤田夕佳のHappyStyle）
- mami（WAKE UP RADIOメイン）
- オキシジェン（Bang! Bang! AQUA月曜日「オキシジェンの空飛ぶすみません」）
- ランチランチ
- 二宮優樹
- 弾丸ビーンズ
- スカイラブハリケーン
- 前田隆矩
- ななめ45°
- ちゃっぴー根本
- えみこ
- みなとしんいち
- DJファンキー
- Ken-Ken
- まゆ
- うえ
- りえ
- ノブ
- ノア
- まみや千尋
- マライア
- 斉藤ユキ
- 岡村ふみの
- Rita-iota
- 植田昭人
- 井上江美子
- みちこ（嘉屋﨑道子として2009年9月現在再出演中）

## 備考
- 開局から9年間使用された潮見のスタジオは一見普通の雑居ビルであったが、一般人でも自由に入ることができ放送中のスタジオを見学できた。潮見のメインスタジオは在京キー局を含めた他のラジオ局と比べてもかなり広いスタジオであった。また主にジングル作成や編集などを行うサブスタジオも併設されていた。潮見時代の郵便番号は292-0834で、下三桁は周波数と同じだった。
- FMべるの時代には鈴をモチーフにしたキャラクターが存在しており、ステッカーやポスターなどが作成された。なお「べる」は鈴が出土した金鈴塚古墳に由来する。
- 木更津エフエムになってからはタヌキをモチーフにしたキャラクターが採用されており、公式サイトなどで見ることができる。
- 局名改称と同時期に公式サイト、及び番組内で紹介されるEメールのドメインが変更された。またFAX番号も変更されている。
- 現在使用されているスタジオはスパークルシティ木更津2階の営業時間内であれば外から自由に見学可能。いわゆるサテライトスタジオの体になっている。また営業時間外の放送（AQUA Morning Stationなど）であっても外から見上げることで様子を窺うことはできる。放送中は常時、外に設置されたスピーカーから番組の音声が流れている。
- 潮見の旧スタジオ、およびアクア木更津の現スタジオともワンマン放送に対応した設備となっており、一部番組ではパーソナリティがミキサー操作を兼任している。
- 開局当初は、局の周波数にちなみ朝の8:34から自主制作番組を放送していたことがあった。
- 一時期、平日の自主制作番組が夕方の2時間のみという時期もあったが、2008年2月現在自主制作比率は大幅に回復している。また時を同じくして地元資本によるスポットCMも増加した。
- かつてミュージックバードの番組「コミュニティワールド」で全国のコミュニティ局向けに番組を配信していたことがあった。
- 通常の番組編成には組み込まれていないものの、木更津市議会の録音中継やイベントの模様などを臨時で放送することがある。
- 出力が20Wに増強された際には通常のジングルが変更されコールサインを読み上げ「試験電波発射中」である旨を伝えるものとなった。
- コールサインを読み上げる際は「JOZZ3AH-FM」の"Z"は「ズィー」と発音している。
- USENの地元チャンネル「I-01」で再送信されている。なお、2009年2月現在J-COM木更津での再送信は行われていない。
- かつては全時間帯、時報が存在しなかった。ただし標準時に基づいた放送は行われていた。現在は自主制作の時間帯を中心に時報が放送されているが、オーナー企業の提供であるため、時報音がウシやニワトリの鳴き声の時間がある（通常の時報音の時間もある）。ミュージックバードからの配信の時間帯は放送されないことが多い。
- 東京都世田谷区のエフエム世田谷も同じ周波数である。かずさエフエムの送信所の高所移転で、世田谷区内の一部地域でも混信が発生している。